# Karacaoglania xerophila
Karacaoglania xerophila är en fjärilsart som beskrevs av Edward Meyrick 1939. Karacaoglania xerophila ingår i släktet Karacaoglania och familjen vecklare. Inga underarter finns listade i Catalogue of Life.